# 易通訊
易通訊集團有限公司，簡稱易通訊集團，以及易通訊（英語：ETS Group Limited，港交所：8031），於1990年由凌炤鑫（榮譽主席）、黃偉漢（主席）等合夥人共同創立，總裁為張敏儀。
現時業務在香港經營為提供綜合多媒體客戶聯絡服務及客戶聯絡中心系統，總部位於香港九龍灣宏照道39號企業廣場3期30樓6-8室。
招股價為0.6港元，發行新股為0.7億股，集資額為2700萬港元，而股份則在2012年1月9日於港交所創業板上市。
於2007年退休的創新科技署前署長王錫基，獲易通訊邀請，擔任獨立非執行董事。
易通訊開發及改良的專利產品-偉思系統，一站式多媒體客戶聯絡中心系統（由建基於數碼電話通訊平台的一套軟件程序組成），其全面結合CTI、ACD、IVR、VoIP、語音記錄、語音監測、預覽及預測撥號以及所有話務員技能路由功能。

## 連結
- ETSGroup.com.hk （页面存档备份，存于）